# Іссуден (округ)
Округ Іссуден (фр. Arrondissement d'Issoudun) — округ у Франції, в департаменті Ендр. 2023 року округ об'єднував 49 муніципалітетів, населення становило 33 171 особу.
Адміністративний центр (супрефектура) — Іссуден.

## Муніципалітети
Список муніципалітетів округу та їхні коди INSEE:
1. Амбро (36003)
2. Анжуен (36004)
3. Баньє (36011)
4. Бомм'є (36019)
5. Брив (36027)
6. Бюксей (36029)
7. Валь-Фузон (36229)
8. Ватан (36230)
9. Вуйон (36248)
10. Гії (36085)
11. Ден-ле-Пуальє (36068)
12. Діу (36065)
13. Ез (36002)
14. Жиру (36083)
15. Іссуден (36088)
16. Конде (36059)
17. Ла-Шампенуаз (36037)
18. Ла-Шапель-Сен-Лоріан (36041)
19. Ле-Борд (36021)
20. Лізре (36098)
21. Ліньє (36097)
22. Люсе-ле-Лібр (36102)
23. Мене-Планш (36121)
24. Мене-сюр-Ватан (36122)
25. Менетреоль-су-Ватан (36116)
26. Менту-сюр-Наон (36115)
27. Міньї (36125)
28. Неві-Паю (36140)
29. Орвіль (36147)
30. Поді (36152)
31. Прюньє (36169)
32. Пулен (36162)
33. Ребурсен (36170)
34. Реї (36171)
35. Самблесе (36217)
36. Сегрі (36215)
37. Сен-Валантен (36209)
38. Сен-Жорж-сюр-Арнон (36195)
39. Сен-Кристоф-ан-Базель (36185)
40. Сен-П'єрр-де-Жар (36205)
41. Сен-Флорантен (36191)
42. Сент-Лізень (36199)
43. Сент-Обен (36181)
44. Сент-Устрій (36179)
45. Сент-Фост (36190)
46. Тізе (36222)
47. Фонтене (36075)
48. Шабрі (36034)
49. Шуде (36052)